# Торпедные катера типа MAS 526
Торпедные катера типа MAS 526 — тип торпедных катеров Королевского итальянского флота, построенных в 1938—1939 годах. Являлись развитием торпедных катеров типа MAS 501. Иногда их относят ко 2-й серии торпедных катеров «500-го» класса. Всего было построено 25 катеров.

## Конструкция
MAS 526 были на 1,7 м длиннее катеров предшествующей серии, имели деревянный корпус, кроме последнего корабля серии (MAS 550), корпус которого был металлическим. MAS 550 развивал скорость в 45 узлов благодаря меньшей осадке и более узкому корпусу.

### Энергетическая установка
Два бензомотора «Изотта-Фраскини» суммарной мощностью 2000—2300 л. с. позволяли катерам развивать скорость в 42—44 узла. В дополнение к основным двигателям, на катерах этой серии дополнительно устанавливались два бензиновых автомобильных мотора «Альфа-Ромео» (мощностью по 70 л. с.) или «Караро» (по 50 л. с.) для обеспечения экономического хода. При движении экономическим ходом со скоростью 6 узлов (11 км/ч), дальность плавания составляла 1100 миль.

### Вооружение
Вооружение катеров включало две 450-мм торпеды, 6 глубинных бомб для борьбы с подводными лодками и один 13,2-мм пулемёт Breda Mod. 31. Катера MAS 526—529, отправленные в 1942 году на Восточный фронт, вместо 13,2-мм пулемёта были вооружены 20-мм/65 автоматической пушкой Breda Mod. 1940.

## Служба
Торпедные катера этого типа участвовали в боевых действиях на Средиземном море во время Второй мировой войны. В июне 1942 года катера MAS 526—529 вместе с итальянскими экипажами были переброшены на Ладожское озеро, где они участвовали в боевых действиях против СССР в ходе летне-осенней навигации 1942 года. 5 июня 1943 года (по другим источникам, в мае 1943 года) они были переданы Финляндии и переименованы в Jylhä (J 1), Jyry (J 2), Jyske (J 3) и Jymy (J 4) соответственно.
Судьба остальных катеров серии сложилась по разному: MAS 537 погиб в 1940 году; MAS 530, 533—536, 539 и 548 погибли в 1943 году; MAS 541 и 546 — в 1944 году.
MAS 531, 542, 549 и 550 после заключения перемирия между Италией и антигитлеровской коалицией в сентябре 1943 года были захвачены немцами в ходе операции «Ось»; MAS 549 переименован в S 549.
По другим источникам, в немецкой зоне оккупации (северная и бо́льшая часть центральной Италии, включая Рим) в сентябре 1943 года из торпедных катеров типа MAS 526 оказались катера MAS 531, MAS 542, MAS 544, MAS 549 и MAS 550. MAS 531 и MAS 544 в ноябре 1943 года были переданы Итальянской социальной республике, после чего вошли в состав 10-й флотилии MAS князя Боргезе (оба уничтожены противником в 1944 году). MAS 549 был переименован немцами в S 509, однако в октябре 1943 года он был также передан Итальянской социальной республике и вошёл в состав 10-й флотилии MAS под старым обозначением MAS 549, но под германским флагом. Весной 1944 года MAS 549 был переведён в немецкую Группу MAS «Специя» (MAS-Gruppe La Spezia), и чуть позже — 22 мая 1944 года — уничтожен в Специи авиацией противника. Об использовании MAS 542 и MAS 550 после сентября 1943 года информация отсутствует.

## Галерея

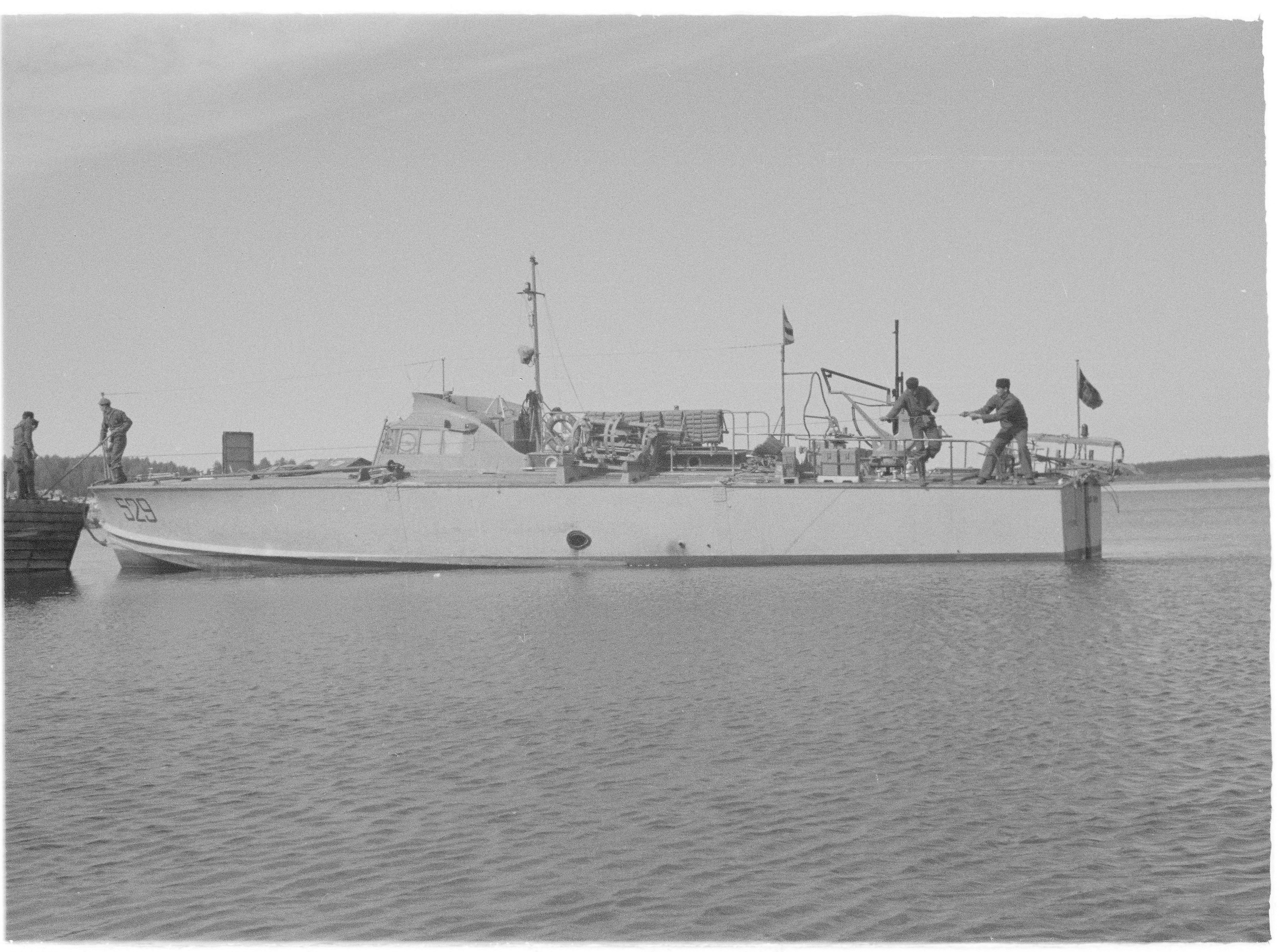
Итальянский торпедный катер MAS 529 в Пункасалми (Пункахарью) перед отправкой по железной дороге на Ладожское озеро, июнь 1942 года; фотография из архива Сил обороны Финляндии (SA-kuva).
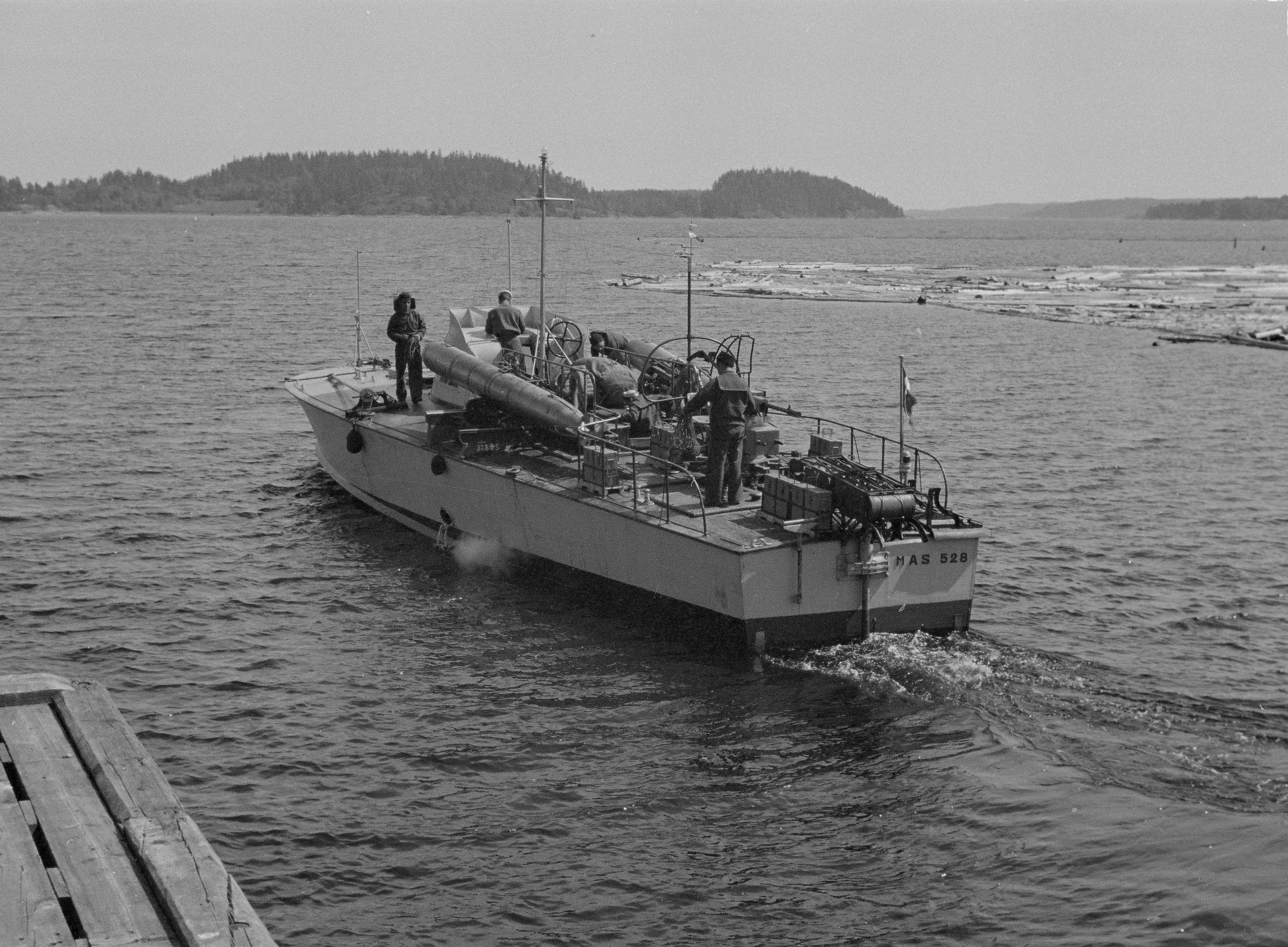
Итальянский торпедный катер MAS 528 на Ладожском озере в Лахденпохье летом 1942 года; фотография из архива Сил обороны Финляндии (SA-kuva).
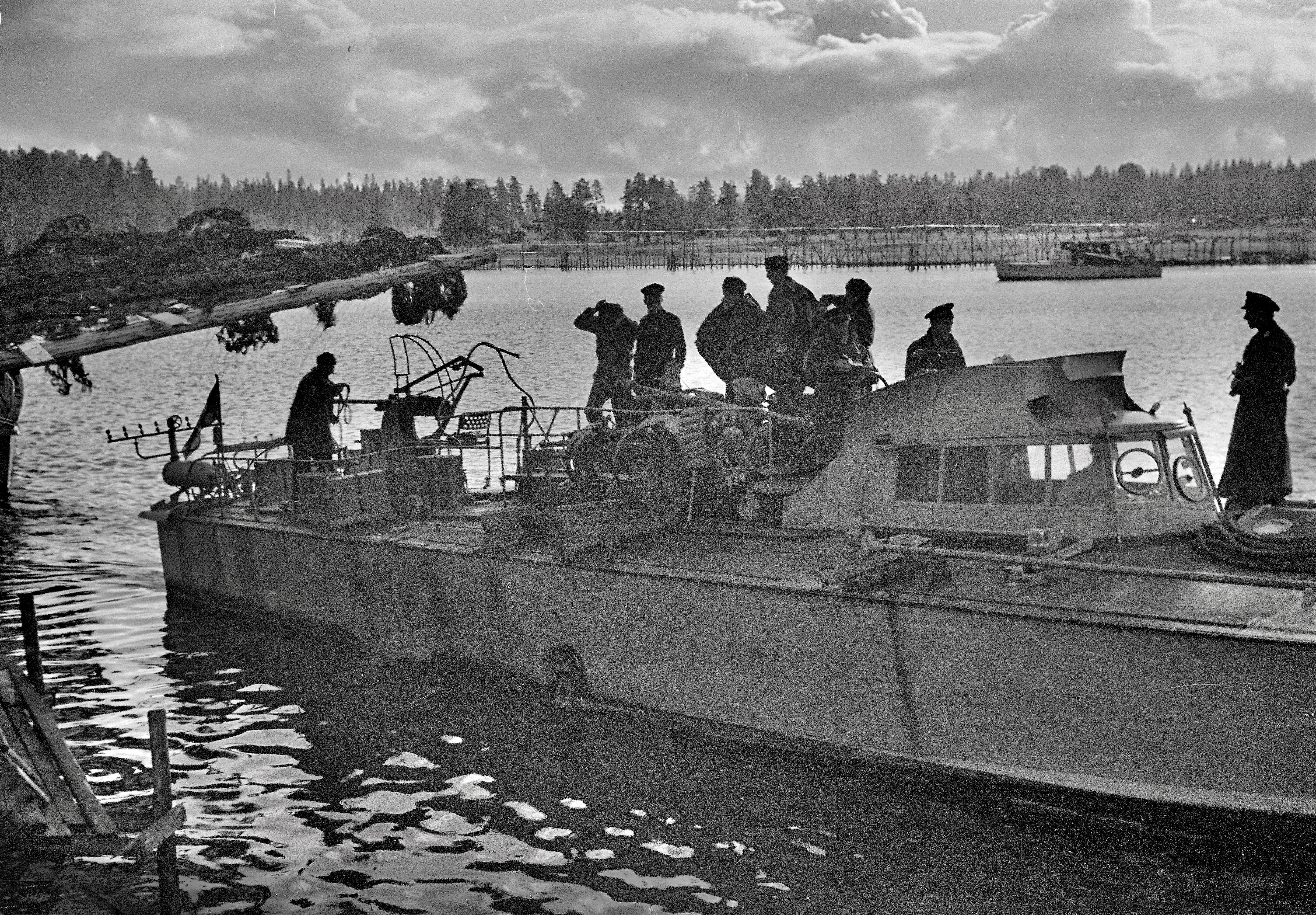
Итальянский торпедный катер MAS 529 на Ладожском озере в Сортанлахти, октябрь 1942 года; фотография из архива Сил обороны Финляндии (SA-kuva).